# My California
My California è il quinto album in studio di Beth Hart, pubblicato nel 2010. Hart ha lavorato con il produttore danese Rune Westberg, che aveva già lavorato ai precedenti album di Beth 37 Days e Leave the Light On. Westberg ha sfidato Hart a non "urlare con la ferocia degli animali", ed a non fare affidamento sul potere della sua voce ma piuttosto sul potere delle emozioni. Questo rende My California un album unico nella discografia di Hart, con una costanza in tutte le tracce a cui i fan non erano abituati con gli album precedenti.

## Tracce
1. My California – 4:35
2. Life Is Calling – 3:51
3. Happiness...Any Day Now – 4:22
4. Love Is the Hardest – 3:44
5. Bad Love Is Good Enough – 4:27
6. Drive – 3:34
7. Sister Heroine (feat. Slash) – 4:29
8. Take It Easy on Me – 4:14
9. Like You (And Everyone Else) – 4:36
10. Everybody Is Sober – 4:17
11. Weight of the World – 4:50